# Castellar (Spanje)
Castellar is een gemeente in de Spaanse provincie Jaén in de regio Andalusië met een oppervlakte van 157 km². Castellar telt 3.411 inwoners (1 januari 2016).